# Leptothrips californicus
Leptothrips californicus är en insektsart som först beskrevs av Daniel 1904.  Leptothrips californicus ingår i släktet Leptothrips och familjen rörtripsar. Inga underarter finns listade i Catalogue of Life.